# Ulisse/Ulisse delle galassie
Ulisse/Ulisse delle galassie è un singolo discografico della Superbanda pubblicato nel 1982. 
Ulisse era la sigla dell'anime Ulisse 31 scritta da Shuki Levy e Haim Saban nella musica e testo originali, riadattata in italiano nel testo da Alberto Testa. La base musicale, originariamente composta per la versione inglese Ulysses (1981), fu utilizzata anche per la versione francese Ulysse (1981), per quella spagnola Ulises (1981), per quella portoghese "Ulises" (1981), per quella tedesca "Odysseus 31" e per quella bretone "Ulis 31".
Sul lato B è incisa " Ulisse delle galassie, versione italiana della sigla finale francese di "Ulysse 31".
In occasione della pubblicazione discografica di questo singolo il soprannome Superbanda, usualmente utilizzato per le produzioni Saban per il mercato sudamericano cantate da Memo Aguirre, va occasionalmente a sostituirsi a quello dei Sorrisi, che contrassegnava le sigle prodotte per il mercato Italiano. In questo singolo le parti vocali delle due canzoni vengono eseguite da Ciro Dammicco, usuale collaboratore di Levy, Saban e Testa per le registrazioni delle sigle in italiano.

## Tracce
Lato A
1. Ulisse – 3:13 (Shuki Levy-Haim Saban-Alberto Testa)

Durata totale: 3:13
Lato B
1. Ulisse delle galassie – 2:50 (Shuki Levy-Haim Saban-Alberto Testa)

Durata totale: 2:50